# Luftverkehr Friesland Harle
Die LFH Luftverkehr Friesland Harle Brunzema und Partner KG war eine deutsche Regionalfluggesellschaft mit Sitz in Wangerland und Basis auf dem dortigen Flugplatz Harle. Sie unterhielt mit über 30.000 Flugbewegungen jährlich das umfangreichste Flugstreckennetz entlang der deutschen Nordseeküste und trat auch unter dem Namen Inselflieger auf, der nach der Fusion als Die Inselflieger seit 2014 durch die FLN Frisia-Luftverkehr weiter genutzt wird.

## Geschichte
Die Gesellschaft wurde im Jahr 1983 gegründet. Sie unterhielt eine Tochterfirma für Wartung von Flugzeugen namens Flugzeug-Service-Friesland GmbH – kurz FSF –, ebenfalls mit Sitz auf dem Flugplatz Harle, der durch die verbundene Flugplatzgesellschaft Harle (FFH) betrieben wurde.
Seit 2002 verwendete die Gesellschaft im Außenauftritt den Namen Die Inselflieger, der zusammen mit dem Logo als geschützt eingetragen und in Kundenkreis und Bevölkerung schnell geläufig wurde.
Zum 1. April 2011 stieg die FLN Frisia-Luftverkehr in Norddeich (eine 100%ige Tochtergesellschaft der Reederei Norden-Frisia) als haftende Gesellschafterin bei LFH ein. Der Flugbetrieb wurde jedoch zunächst selbständig weitergeführt. Im Oktober 2014 wurde LFH vollständig in FLN integriert und erlosch – ebenso wie die FFH – im November 2014 als eigenständige Gesellschaft; sie wird als FLN-Zweigstelle weitergeführt. Der Name "Die Inselflieger" wird seither von der gesamten FLN genutzt. Die Werft (FSF) in Harle verblieb als weiterhin eigenständiges Tochterunternehmen.

## Flugziele
Die LFH verband von Harlesiel aus ganzjährig und fast im Stundentakt das Festland mit der Insel Wangerooge. Bedarfsflüge wurden auch nach Langeoog, Baltrum, Norderney, Juist, Borkum, Helgoland, Büsum, Sankt Peter-Ording, Pellworm, Wyk auf Föhr, Westerland und Fehmarn angeboten.
Seit dem 15. November 2006 hatte die LFH während der Wintermonate zwei Britten-Norman mit einem Berufspiloten in der estnischen Stadt Pärnu stationiert. Dort wurden bis ins Jahr 2014 die Strecken von Pärnu zur Insel Ruhnu und von Kuressaare nach Ruhnu zwischen Oktober und April beflogen. Der staatliche Auftrag für die einzige Winterversorgung der rund 60 Insulaner wurde jeweils werktags durchgeführt. Im Jahr 2019 erfolgte eine Neuausschreibung dieser Strecken, die FLN jedoch an die estnische Fluggesellschaft Diamond-Sky OÜ verlor. Die zweite Britten Norman flog seit 2010 immer von Dezember bis April täglich von Pärnu zur Insel Kihnu mit rund 500 Einwohnern und zurück. Diese Flugroute wurde eingestellt, nachdem eine neue (leistungsstärkere) Fähre eingesetzt wurde, welche die Strecke auch bei mittlerer Vereisung der Ostsee bewältigt.
Auch europaweite Charter- und Frachtflüge sowie Rundflüge über die Ostfriesischen Inseln gehörten zum Geschäftsfeld der LFH. Speziell im Winter sind Flugzeuge bei zugefrorenen Fährhäfen die einzige Versorgungsmöglichkeit der Inseln. Zudem wurden auch Krankentransporte und seit 2001 Umweltflüge wie zum Beispiel für die Zählung von Schweinswalen und Seehunden sowie für Kartierungen und Kontrollflüge für Windparks durchgeführt.

## Flotte

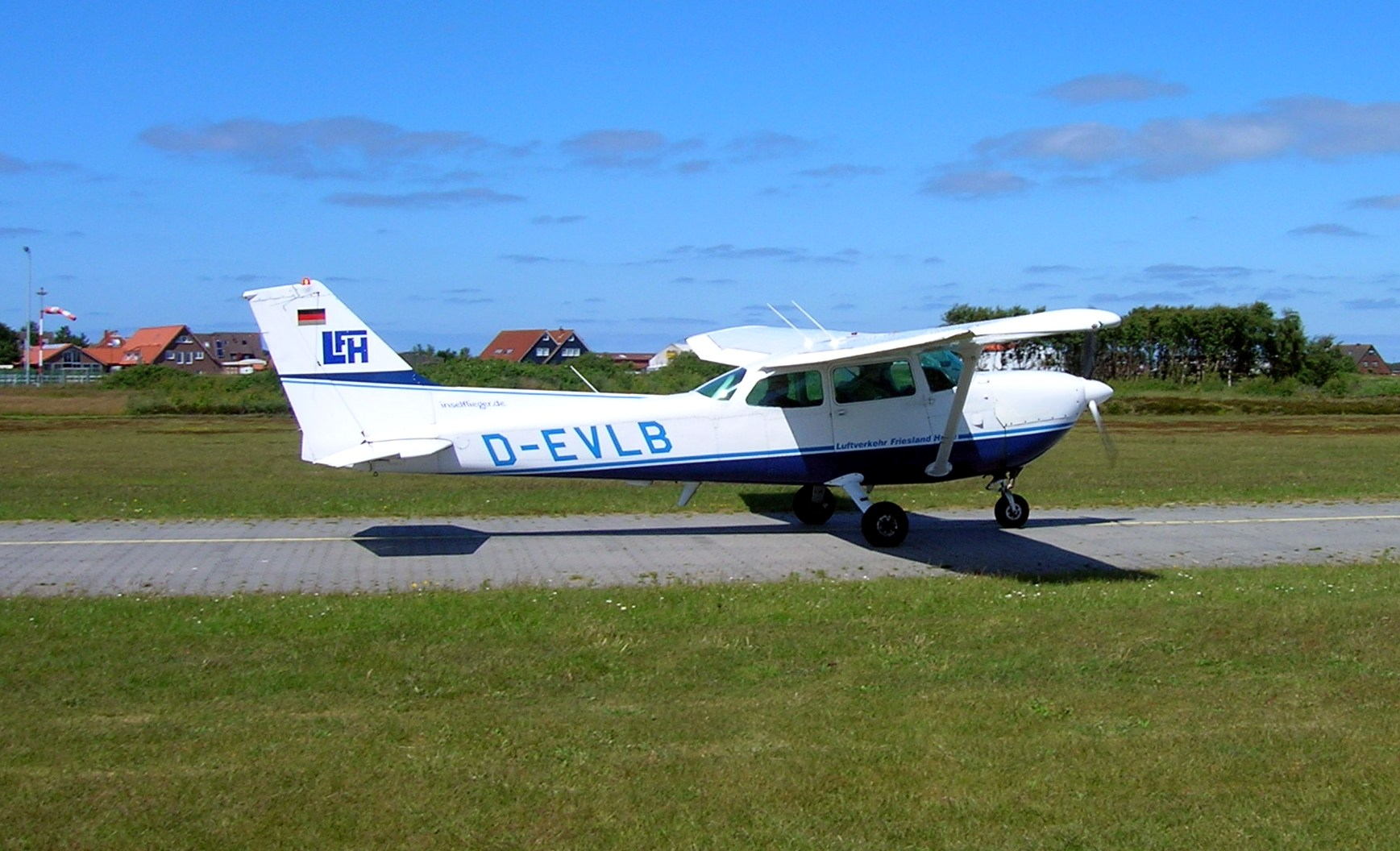
Eine Cessna 172 XP der LFH auf Langeoog

Zum Zeitpunkt der Betriebseinstellung bestand die Flotte der LFH aus sieben Flugzeugen:
- 5 Britten-Norman BN-2 Islander
- 2 Cessna 172 XP

## Zwischenfälle
- Am 3. März 2007 kollidierte die Islander mit dem Kennzeichen D-ILFB nach einem Flug von Pärnu vor der Landung auf dem Flugplatz Ruhnu mit mehreren Bäumen und stürzte ab. Pilot und beide Passagiere blieben unverletzt.[3]
- Am 29. Juni 2009 wurde die Islander mit dem Kennzeichen D-ILFC nach einem Flug von Harle bei einer harten Landung auf dem Flugplatz Wangerooge schwer beschädigt, aber später repariert. Pilot und fünf Passagiere blieben unverletzt.[4]

## Trivia
- Bekannt war die LFH für ihre Filmflüge. Jeder Kinofilm wechselte dreimal pro Woche die Insel und kam so in der dritten Woche wieder auf der ersten Insel an. So konnte jedes Insel-Kino seinen immer wechselnden Gästen ein umfangreiches und aktuelles Kino-Programm bieten. Die Route führte von Borkum entlang der Ostfriesischen und Nordfriesischen Inseln bis nach Sylt und darüber hinaus bis nach Fehmarn in der Ostsee.[5]